# خانه حطیره‌ای یزدی
خانه حظیره ای یزدی
خانه حظیره‌ای یزدی مربوط به دوره قاجار است و در یزد، خیابان مسجد جامع کبیر، کوچه آب‌انبار وزیر واقع شده و این اثر در تاریخ ۱۷ اسفند ۱۳۸۱ با شمارهٔ ثبت ۷۷۵۹ به‌عنوان یکی از آثار ملی ایران به ثبت رسیده‌است.